# Stichopogon punctus
Stichopogon punctus är en tvåvingeart som beskrevs av Friedrich Hermann Loew 1851. Stichopogon punctus ingår i släktet Stichopogon och familjen rovflugor. Inga underarter finns listade i Catalogue of Life.